# 1994 WR12
1994 WR12（也可以寫成1994 WR12）是一顆軌道尚不明確的近地小行星。在1994年11月26日首度獲得它的影像，並且在1994年11月28日被帕洛馬山天文台（675）的卡羅琳·舒梅克發現。它的直徑大約130公尺，並且被列入哨兵監測表。由於軌道不確定，下一次可能要到2044年才能仔細觀察這顆小行星，屆時它可能以0.03–0.19 au的距離掠過地球。
用已知的軌跡但不確定軌道仿真模擬顯示，在2054－2113年會有125次撞擊的威脅，這等同於10000次中有1次撞擊地球的機會。對這顆小行星已知軌跡的缺乏（不確定性=8），會因為接近金星和水星變得更複雜。
估計它的撞擊可以產生77百萬噸TNT的能量，大約是有史以來最強大的沙皇炸彈的1.5倍。

## 外部連結
- NASA JPL小天體瀏覽器上的1994 WR12